# محمدرئوف قادری

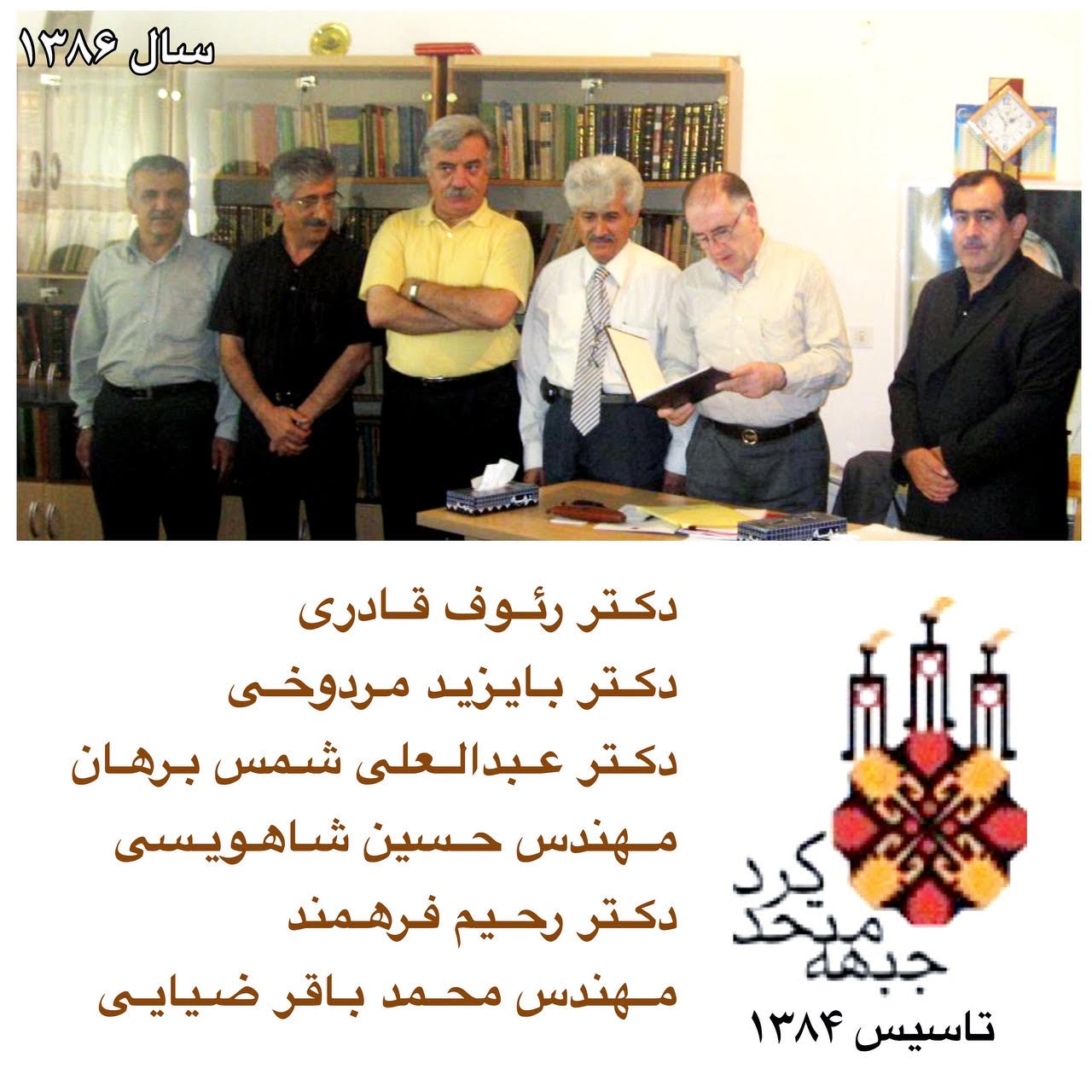
شورای مرکزی جبهه متحد کرد پس از درگذشت دبیر کل (بهاالدین ادب) -محمدرئوف قادری -بایزید مردوخی - عبدالعلی شمس برهان - رحیم فرهمند - محمد باقر ضیایی -

محمدرئوف قادری (زاده ۱۳۴۲ در روانسر) نماینده مردم پاوه، جوانرود، روانسر و ثلاث باباجانی در پنجمین دوره مجلس شورای اسلامی بود.